# Pfarrkirche Eberschwang

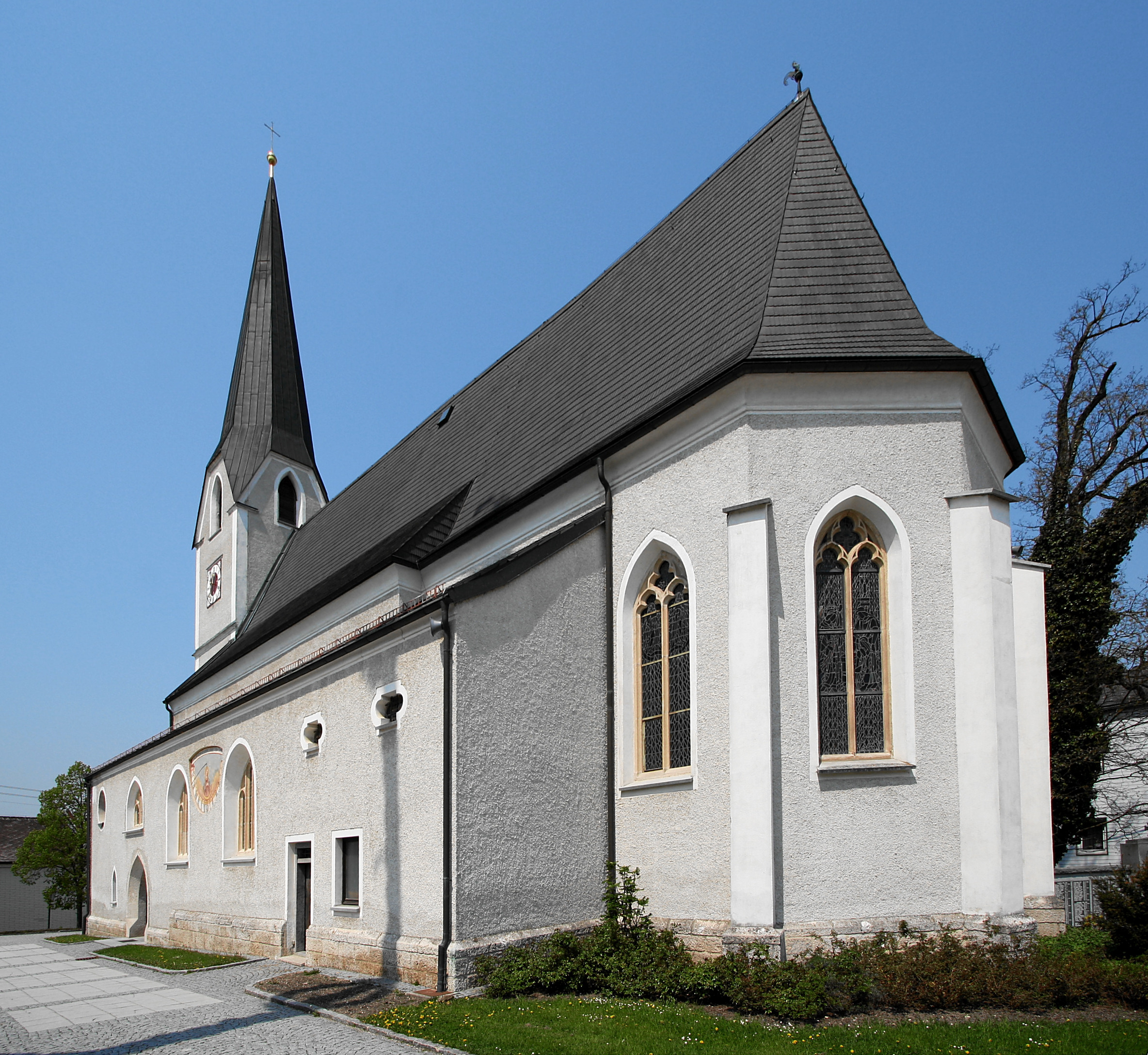
Pfarrkirche hl. Michael in Eberschwang

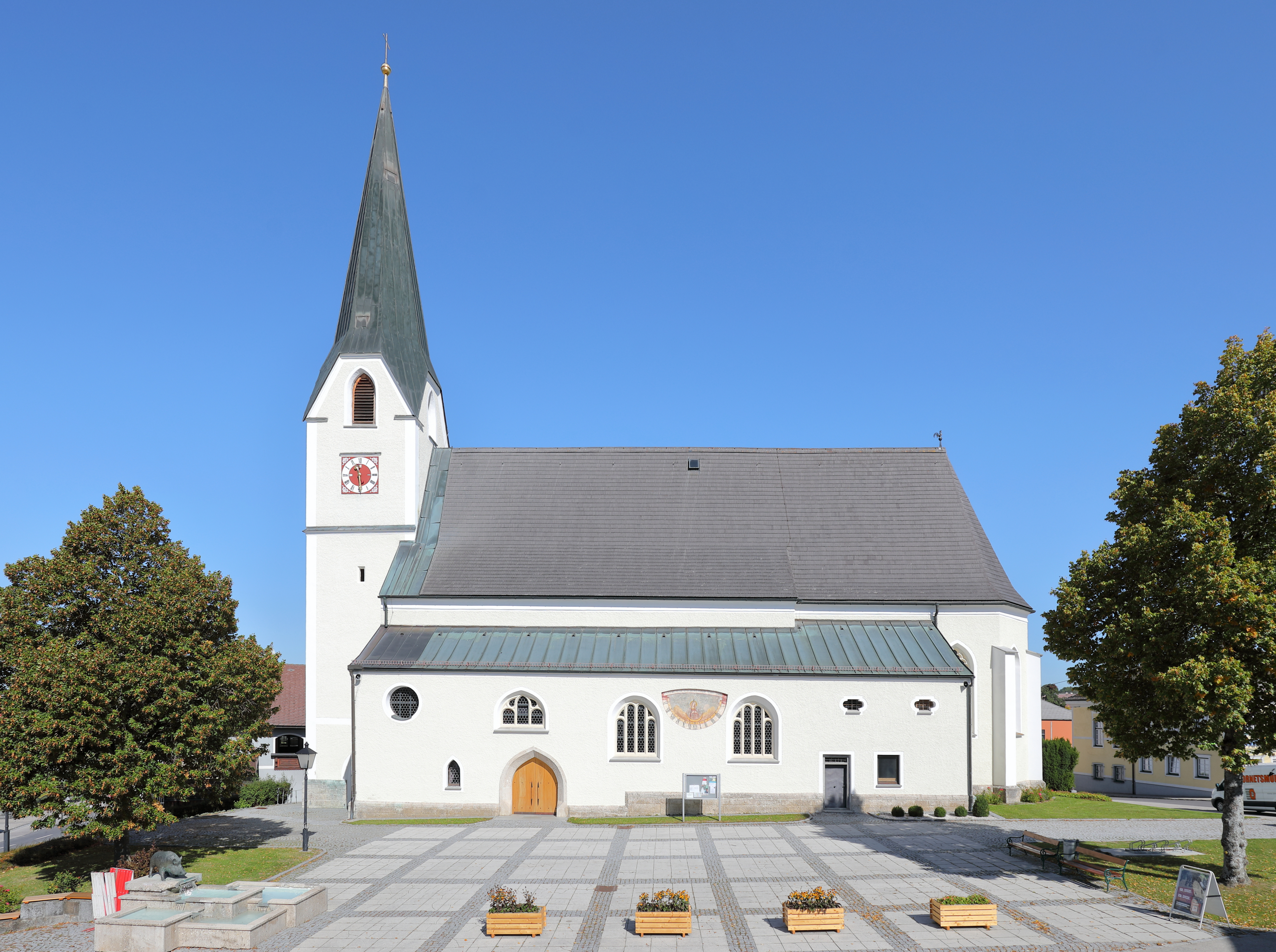
Südansicht der Pfarrkirche

Die Pfarrkirche Eberschwang steht in der Marktgemeinde Eberschwang in Oberösterreich. Die römisch-katholische Pfarrkirche hl. Michael gehört zum Dekanat Ried im Innkreis in der Diözese Linz. Die Kirche steht unter Denkmalschutz.

## Geschichte
Die Kirche wurde 1075 urkundlich genannt. 

## Architektur
Das gotische einschiffige vierjochige netzrippengewölbte Langhaus hat an beiden östlichen Jochen angebaute Seitenschiffe aus neuerer Zeit, nördlich nach 1951. Der dreijochige netzrippengewölbte Chor hat einen Dreiachtelschluss. Der Turm hat einen achtseitigen Spitzhelm. Die Orgelempore ist aus Holz. Die Türen der Kirche zeigen gotische Beschläge.

## Ausstattung
Der Hochaltar und der rechte Seitenaltar sind neugotisch. Das Altarblatt des Kreuzaltares malte Franz X. Gürtler (1802). Es gibt eine Glocke aus 1765.

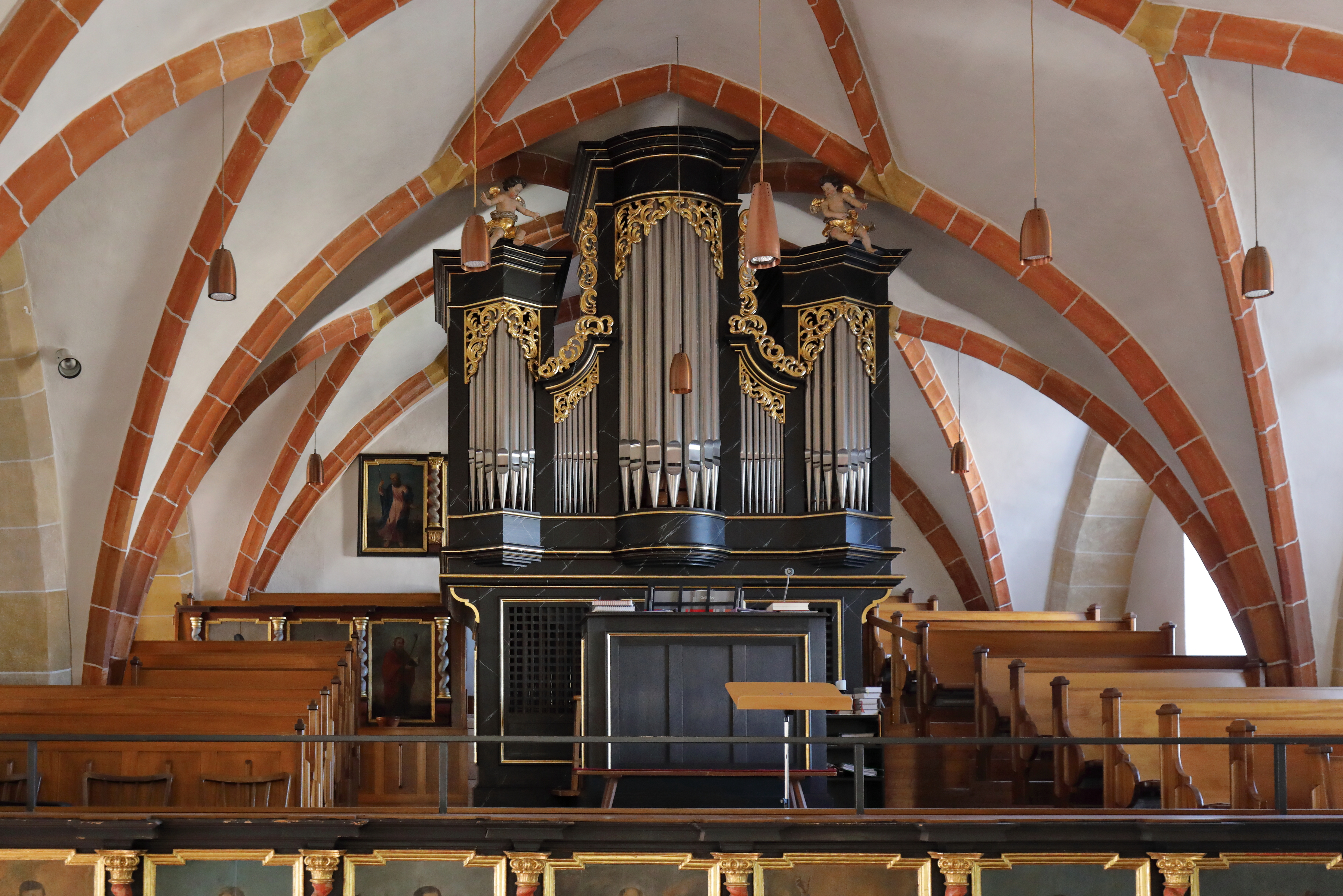
Orgel der Pfarrkirche

Die Orgel wurde unter Verwendung des Rokoko-Orgelgehäuse aus dem Jahr 1794 von Orgelbau Pirchner gefertigt und am 29. September 1978 geweiht. Sie besitzt mechanische Schleifladen, hat zwei Manuale und Pedal sowie 19 Register.